# Смирнова, Алевтина Валентиновна
Алевти́на Валенти́новна Смирно́ва (27 июня 1941, Овечкино, Кировская область — 26 ноября 2007, Приволжск, Ивановская область) — Герой Социалистического Труда.

## Биография
Родилась 27 июня 1941 года в деревне Овечкино Санчурского района Кировской области, в крестьянской семье. Русская. С 1949 года жила в городе Приволжске (её взяла на воспитание родная тётя, Анна Яковлевна Старыгина), где окончила среднюю школу № 6.
В 1960 году пришла работать на Рогачёвскую фабрику Яковлевского льнокомбината, где и освоила профессию ткачихи. С годами овладела ею в совершенстве, постоянно повышая свою квалификацию и мастерство. В 1965 году вступила в КПСС. В 1966 году включилась в соревнование, перешла с 4 станков на 6, затем на 8, через два года — командовала уже 12 станками. В 1971 году без отрыва от производства окончила Приволжский текстильный техникум.
В апреле 1971 года выступила с инициативой добиваться высокой производительности и вырабатывать на каждом рабочем месте продукцию только отличного качества, которая была поддержана на многих предприятиях области. В октябре 1971 года выполнила план первого года девятой пятилетки. Почин ткачихи Смирновой встретил одобрение на высших уровнях власти и на его базе была организована всесоюзная школа ткачества. Активно участвовала в общественной жизни, в том же 1971 году была избрана депутатом Верховного совета СССР. В 1972 году поступил в заочную партийную школу при ЦК КПСС.
Борьба за качество и общественная нагрузка не помешали Смирновой повысить производительность своего труда, расширить зону обслуживания сначала до 22, потом до 44 и наконец до 88 станков АТ-60Л! Этот показатель являлся наивысшим в отрасли.
Указом Президиума Верховного Совета СССР от 16 января 1974 года «за выдающиеся успехи в выполнении заданий IX пятилетки и принятых социалистических обязательств на 1973 год, большой творческий вклад в увеличение производства товаров народного потребления и улучшение их качества» Смирновой Алевтине Валентиновне присвоено звание Героя Социалистического Труда с вручением ордена Ленина и золотой медали «Серп и Молот».
Только в X пятилетке она выполняет 18 годовых норм. В 1976 году ей присуждается Государственная премия СССР. К концу XI пятилетки выполнила 23 годовых задания, выработала более пяти миллионов метров полотна. На Яковлевском комбинате А. В. Смирнова проработала более 30 лет, вплоть до выхода на заслуженных отдых в 1994 году.
Жила в Приволжске.
Скончалась 26 ноября 2007 года в Приволжскее. Похоронена на городском кладбище.

## Награды
- Медаль «Серп и Молот»

Награждена орденами Ленина, Трудового Красного Знамени, медалями.